# Elphel

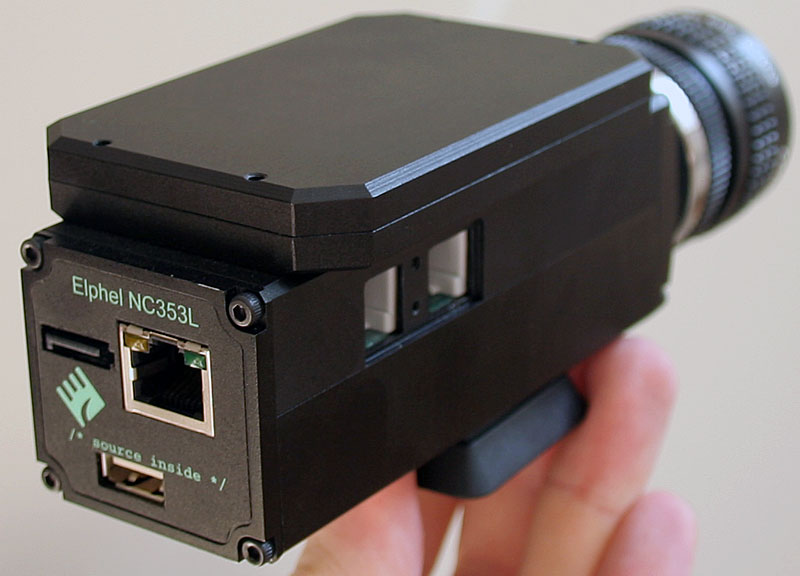
Камера Elphel 353 со встроенным жёстким диском

Elphel — компания по разработке видеокамер с открытым аппаратным обеспечением и со свободным программным обеспечением. Компания основана в сентябре 2001 года российским физиком Андреем Филипповым эмигрировавшем в 1995 году в США.

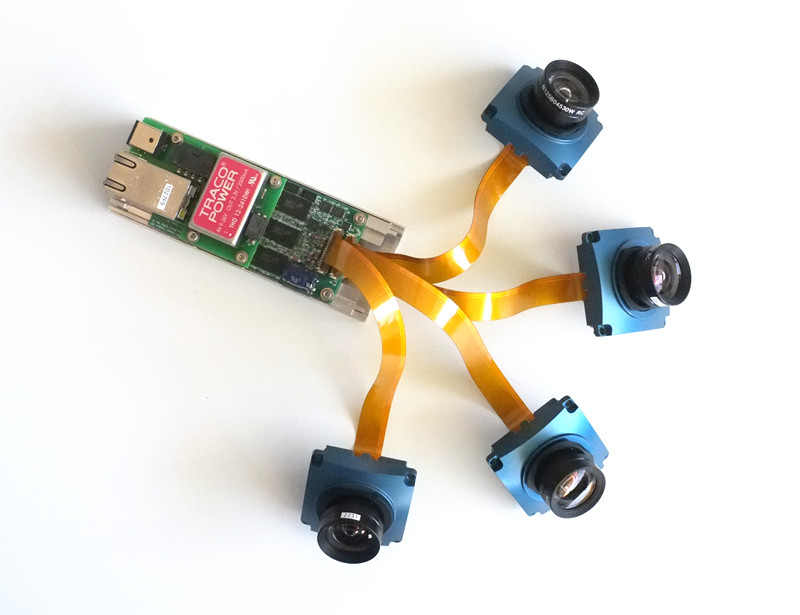
Комплект разработчика для многосенсорной камеры Elphel NC393